# Wolfgang von Zoubek
Wolfgang von Zoubek (* 23. August 1959 in St. Pölten) ist ein österreichischer Bühnenbildner und Lichtdesigner.

## Werdegang
Von 1984 bis 1987 studierte von Zoubek u. a. an der Stanford University Design, 1994 wurde er Theatermeister in München. Er begann eine Tätigkeit als Beleuchtungstechniker bei den Salzburger Festspielen unter der Direktion Herbert von Karajans und Schneider Siemsens. Weitere Stationen berufliche Stationen waren die Bayreuther und Bregenzer Festspiele, das Rossini Opera Festival (R.O.P.) in Pesaro, die Opernfestspiele in Istanbul.
2004 brachte er zusammen mit Giancarlo del Monaco Otello von Giuseppe Verdi auf die Bühne des Theaters St. Gallen.
Zoubek ist international tätig und arbeitete mit den Regisseuren Luigi Alva, Tebbe Harms Kleen, Giancarlo del Monaco, Claudio Abbado, Pierluigi Pizzi, Pepe de Tomaso, Reto Nickler, Georg Rootering, Ulrich Peters, Sigwulf Turek, Jonathan Eaton, Flavio Trevisan, Luis Pasqual, Hugo de Ana, Tobias Wellemayer, Herbert Wernicke, Patricia Panton und Mario Corradi zusammen.
In den 2010er Jahren arbeitete von Zoubek in Deutschland und international auch vermehrt im Bereich Gebäudeillumination. Vor allem im Nahen und Mittleren Osten befasst er sich mit Planung und Durchführung von Grossprojekten im Bereich Lichtprojektion auf Fassadenoberflächen.

## Diskographie
- 01/05/2009 – Mascagni: Cavalleria Rusticana/Leoncavallo: Pagliacci – Lighting
- 08/26/2008 – La Boheme – Lighting
- 07/29/2008 – Mefistofele – Lighting
- Giordano, Umberto – Andrea Chénier (Teatro Comunale di Bologna, 2006) (NTSC) DVD
- Offenbach: Contes D'Hoffmann 2007 DVD
- Manuel D Falla – La Vida Breve (Lorin Maazel – Del Monaco) Valencia 2012